# Sanjeev Kumar
Pour les articles homonymes, voir Kumar (homonymie).
Sanjeev Kumar (hindi : संजीवकुमार) (9 juillet 1938 - 6 novembre 1985) est un acteur indien du cinéma de Bollywood. Il est né à Mumbai d'une famille gujarati, inscrit à l'état-civil comme Harihar Jariwala. Après s'être essayé au théâtre et avoir fréquenté une école d'acteurs, il a décroché son premier rôle au cinéma en 1960. Il devait par la suite devenir une véritable star du Bollywood dans les années 1970.

## Carrière
Il fait ses débuts dans Hum Hindustanien 1960. Le premier film dans lequel Sanjeev est le héros est Nishana en 1965. En 1968, il donne la réplique au célèbre acteur Dilip Kumar dans Sanghash. En 1970, Khilona lui apporte la célébrité. Il poursuit son ascension avec les succès populaires Seeta Aur Geeta en 1972 et Manchali en 1973.
Au début des années 1970 débute sa collaboration avec Gulzar, le fameux metteur en scène. Il jouera dans neuf films pour Gulzar, dont Aandhi et Mausam en 1975, Angoor en 1981 et Namkeen en 1982. De nombreux fans affirment que ce sont ses meilleurs films.
Il est toujours prêt à endosser des rôles sortant de l'ordinaire, comme des défis à sa capacité de jouer. En 1977, il a ainsi joué Mirza, un habitant de Lucknow obsédé par le jeu d'échecs, dans Shatranj Ke Khiladi (Les joueurs d'échecs), du réalisateur indépendant Satyajit Ray. Peut-être que ses rôles les plus mémorables sont ceux joués dans Sholay en 1975 et Trishul en 1978.
Au début des années 1980, Sanjeev Kimar s'est contenté de rôles d'appoint. Éconduit par Hema Malini, à laquelle il avait fait une proposition de mariage, il est resté célibataire. Ironiquement, pour un acteur qui a interprété nombre de personnages âgés à l'écran, il n'a jamais atteint l'âge de 50 ans : en 1985, âgé seulement de 47 ans, il est mort d'une maladie cardiaque.
Après sa mort sont encore sortis 10 films où il apparaît, le dernier étant Professor Ki Padosan, en 1993. Au moment de son décès le film n'avait été tourné qu'aux trois quarts aussi le réalisateur a décidé de modifier le scénario pour expliquer l'absence du personnage joué par Sanjeev Kumar. Une autre sortie remarquée après son décès a été celle du film de K. Asif, Love and God, dont le montage s'est étalé sur 20 ans... Après le décès du réalisateur K. Asif en 1971, la production s'était interrompue et le film n'est sorti qu'en 1986, sous une forme inachevée, un an après le décès de Sanjeev Kumar.

## Récompenses
National Film Awards
- 1971 - Prix du meilleur acteur pour Dastak
- 1973 - Prix du meilleur acteur pour Koshish

Filmfare Awards
Sanjeev Kumar a été nommé 14 fois pour les Filmfare Awards. 
- 1968 - Fimfare Award du meilleur acteur dans un second rôle dans Shikaar
- 1970 - nommé meilleur acteur pour son rôle dans Khilona
- 1973 - nommé meilleur acteur pour son rôle dans Koshish
- 1975 - Fimfare Award du meilleur acteur pour son rôle dans Aandhi
- 1975 - nommé meilleur acteur pour son rôle dans Sholay
- 1976 - nommé meilleur acteur pour son rôle dans Mausam
- 1976 - Fimfare Award du meilleur acteur pour son rôle dans Arjun Pandit
- 1977 - nommé meilleur acteur pour son rôle dans Yeh Hai Zindagi
- 1977 - nommé meilleur acteur pour son rôle dans Zindagi
- 1978 - nommé meilleur acteur pour son rôle dans Pati Patni Aur Woh
- 1978 - nommé meilleur acteur pour son rôle dans Devta
- 1978 - nommé meilleur acteur dans un second rôle dansTrishul
- 1982 - nommé meilleur acteur pour son rôle dans Angoor
- 1982 - nommé meilleur acteur dans un second rôle dans Vidhaata